# Sara Edwardsson
Sara Kristina Edwardsson, född 24 juni 1971 i Uppsala, är en svensk skådespelare, programledare och sångerska. Hon är mest känd som programledare för Bolibompa och gjorde under en tid den svenska rösten till den digitala assistenten Siri.
Edwardsson var programledare för SVTs barnprogram Bolibompa under många år, och är från tiden ca 2000 – 2010 igenkänd som sina två superhjältekaraktärer Supersnälla Silver-Sara och Supersura Sunk-Sara. Hon är även känd för andra barnprogram på SVT sända mellan 1996 och 2017, såsom Nattens hjältar, ''Den Flygande mattan'' och ''Världens största kör''. För yngre barn som sett henne efter 2020 är hon känd som sina två karaktärer féerna Ros-Louise och elaka tvillingsystern Prutta.

## Biografi
Edwardsson insåg att hon ville bli skådespelare när hon var sju år och såg Tage Danielssons föreställning Animalen, där skådespelarna var utklädda till djur. Hon såg det som ett drömyrke att kunna jobba med att klä ut sig.
När Edwardsson var 24 år började hon en musikalutbildning på Kulturama i Stockholm. När hon under sin utbildning uppträdde som sångerska på en DJ-mässa var SVT på plats för att göra förarbete till ett kommande program som hette Musikbyrån. Hon fick deras uppmärksamhet och blev då tillfrågad att vara dess programledare. Edwardsson, som egentligen inte var så intresserad då det inte var ett skådespelarjobb, sa ja ändå och fick göra en oförberedd audition där på plats genom att intervjua personer under mässan.
Edwardsson fick därmed 1996 sitt första jobb i TV, som programledare för Musikbyrån, vilket hon behöll i två år.

### Bolibompa och andra barnaktiviteter
När Edwardsson var 26 år fick hon frågan att provfilma för Bolibompa. Hon hade ingen erfarenhet av eller intresse för barn och var egentligen på gång att söka till scenskola, men var van vid att tacka ja till allt. Hon fick därmed jobbet som en av Bolibompas "påare", alltså att fylla ut mellan barnprogrammen. Edwardsson fick utlopp för sin kreativitet, började snabbt brinna för barnkultur och blev så småningom Bolibompa-Sara med hela svenska folket, tillsammans med kollegorna Henrik Ståhl, Ylva Hällen och Johan Anderblad. Hon var kvar på Bolibompa fram till 2003.
Genom arbetet på Bolibompa fick Edwardsson själv skriva sitt manus och klä ut sig som hon ville, och hon levde därmed sitt drömjobb. Under en temavecka för ordet "snäll" byggde Edwardsson en karaktär med en silvrig catsuit, mantel och mössa från SVTs kostymförråd och där skapades Supersnälla Silver-Sara. Efter god respons från tittarna blev hon en återkommande karaktär, och syntes ofta med Henrik Ståhls karaktär Stål-Henrik (med orange arbetardräkt, Tengil-hjälm och simglasögon). Silver-Sara utvecklades genom åren och fick så småningom en klänning med ett påsytt "S" på magen.
2003 födde Edwardsson sitt första barn, och hon förlorade då jobbet på Bolibompa. Istället fick hon frågan av SVT att skriva en egen serie med Supersnälla Silver-Sara och Stål-Henrik. Programmet "Supersnällasilversara och Stålhenrik" sändes sedan 2005-2007 som magasin, med andra barnprogram insprängda. För första gången syns där antagonisten Supersura Sunk-Sara, som är lätt baserad på Edwardssons då 2-3åriga dotter. Programmet och karaktärerna blev väldigt populära. De syntes sedan i Julkalendern 2009, kallad Superhjältejul. Året därefter åkte Edwardsson 2010 ut på en turné med Superhjältekonserten, med Supersnälla Silver-Sara och Stål-Henrik och musik från julkalendern. Det var ett nytt manus och även en ny skurk, "Boel Floodhaste".
Sara Edwardsson fortsatte sedan att göra olika barnprogram i SVT, både som programledare och skådespelare. Programmet Världens största kör var ett allsångsprogram för barn och sändes 2006 - 2008.  Det följdes 2011 av ett nytt allsångsprogram för barn, Den flygande mattan, sänt i Barnkanalen och inspelat live runt om i Sverige, med gästartister som Benjamin Ingrosso, After Dark, Amy Diamond, Alcazar och Timoteij.
År 2012 hade även första säsongen av Nattens hjältar premiär på Barnkanalen där tre olika barn ska hjälpa en sagofigur som förvandlats till en docka att få tillbaka sitt kraftkort från den elaka drottningen Minna, som spelades av Edwardsson.
Mellan 2003 och 2015 har Edwardsson synts på scen i olika teateruppsättningar.  Hon har bland annat spelat huvudrollen Hedvig i uppsättningen av Från A till Ö på Maximteatern 2006.
År 2022 var hon, tillsammans med Ylva Hällen, manusförfattare för Sveriges Radios julkalender Bergvaktarens hemlighet.

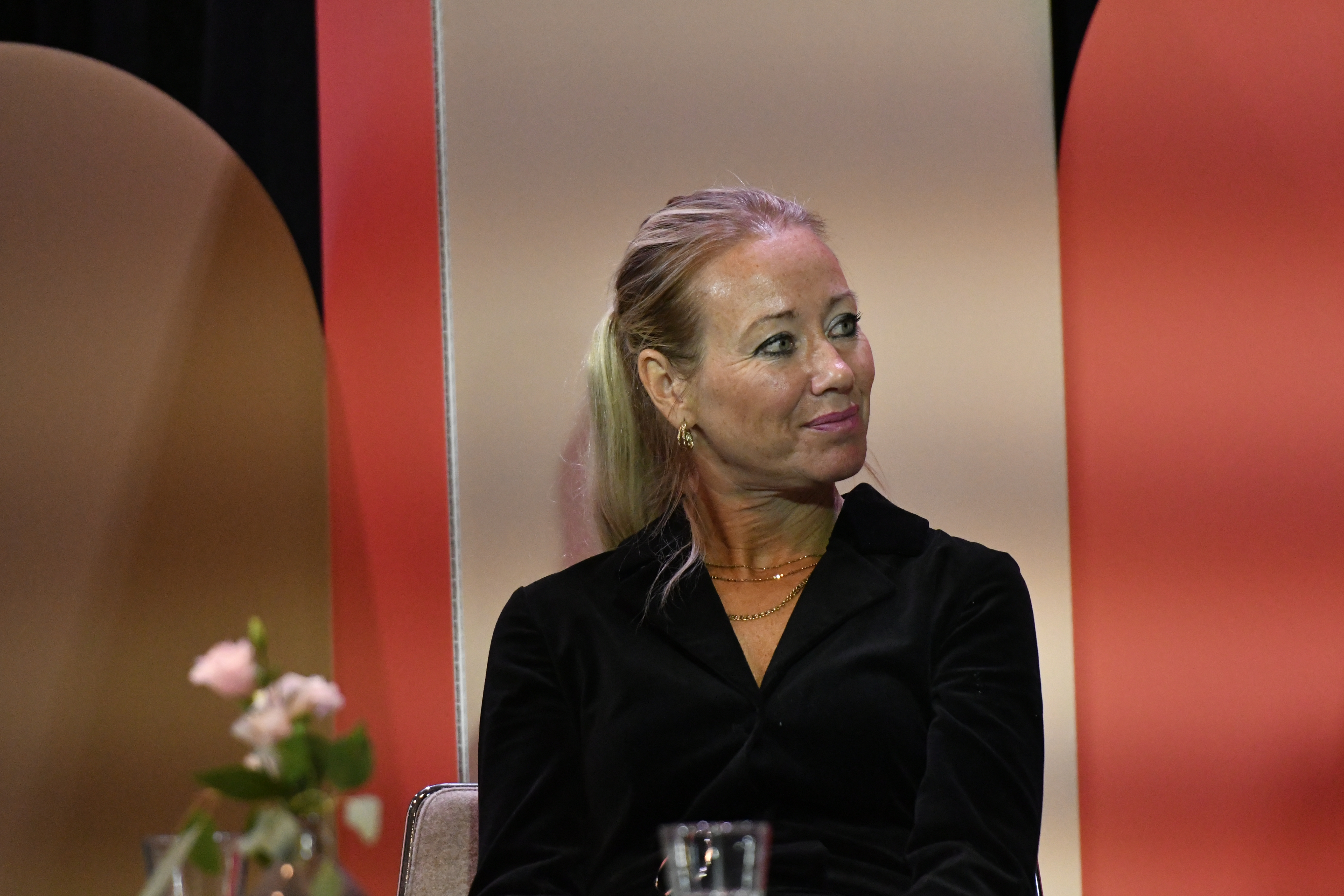
Sara Edwardsson på bokmässan i Göteborg 2024.

Sedan 2022 har Edwardsson tillsammans med Ylva Hällen också släppt tre barnböcker om Förskolan Skräckis, en förskola där det bara går läskiga ungar som älskar att skrämmas, bitas och spöka runt.
Välkänd för barnen i nutid (2023) är Edwardsson i SVT Barn som de två tvillingféerna Ros-Louise och Prutta. Ros-Louise som med en ört växande bara i hennes trädgård håller Bolibompadraken vid liv. Prutta, Ros-Louise tvillingsyster är elak och pruttar ihjäl dessa örter.

### Övrig verksamhet
Mellan 2008 och 2010 deltog Edwardsson i tävlingsprogrammet "Big Words", sänt i SVT och P1.
År 2017 blev Edwardsson den första svenskspråkiga rösten för Siri. Hon har senare ersatts, men hennes röst hörs fortfarande (2023) i andra mjukvaror såsom Google Translate.

## Musik
Sara Edwardsson har varit sångerska i gruppen Le Fox som 2001 släppte skivan People Get Happy.
2012 släppte Edwardsson en barnskiva, ett barnpop-album som heter Dansbarn. Det var nyskrivna låtar, men också bekanta låtar såsom introt till Den flygande mattan, och Veckovisan som sjöngs i Bolibompa av bland annat Sara.

## Filmografi (i urval)
- 2005–2009 – Supersnällasilversara och Stålhenrik (TV-serie)
- 2007 – Glidare
- 2009 – Superhjältejul (TV-serie)
- 2010–2011 – Den flygande mattan (TV-serie)
- 2012–2013 – Nattens hjältar (TV-serie)
- 2015 – Minioner (röst)
- 2019 – Solsidan (TV-serie)